# The Language of Life
The Language of Life è un album del gruppo musicale britannico Everything but the Girl, pubblicato nel 1990 dall'etichetta discografica Atlantic e distribuito dalla WEA Records.

## Tracce
1. Driving – 3:57
2. Get Back Together – 3:55
3. Meet Me in the Morning – 3:49
4. Me and Bobby D – 4:09
5. The Language of Life – 4:01
6. Take Me – 4:08
7. Imagining America – 4:58
8. Letting Love Go – 4:45
9. My Baby Don't Love Me – 3:40
10. The Road – 3:46